# Thomas Letsch
Thomas Letsch (Esslingen am Neckar, 26 augustus 1968) is een Duits voetbaltrainer. In december 2024 werd hij aangesteld als trainer van Red Bull Salzburg waar hij Pepijn Lijnders opvolgde.

## Trainerscarrière
Als voetballer kwam hij niet verder dan amateurniveau. De trainerscarrière van Letsch begon als speler-trainer bij VfB Oberesslingen/Zell. Later ging hij werken bij Stuttgarter Kickers, als trainer van het tweede elftal en assistent van het eerste team. Dit werd gevolgd door dienstverbanden bij FC Heilbronn, SSV Ulm 1846 (als assistent) en Sonnenhof Großaspach. Nadien stortte hij zich weer op een carrière als gymleraar in het onderwijs en werkte ook drie jaar in Portugal, maar in 2012 keerde hij terug in de voetballerij.
In de zomer van dat jaar stelde Red Bull Salzburg de Duitser aan, als trainer van het team voor spelers onder de zestien jaar. Twee maanden later werd hij ook hoofd jeugdopleidingen. Het seizoen erop werd hij gepromoveerd tot assistent-trainer van Roger Schmidt bij RB Salzburg. In seizoen 2013/14 wonnen ze samen de Oostenrijkse Bundesliga. Eind 2015 werd hoofdtrainer Peter Zeidler ontslagen. Vervolgens kreeg Letsch tijdelijk de leiding over het team. Na deze interim-periode werd Letsch hoofdtrainer van FC Liefering, de satellietclub van Red Bull Salzburg.
In de zomer van 2017 keerde hij terug naar Duitsland, waar Erzgebirge Aue hem aanstelde als opvolger van de naar Schalke 04 vertrokken Domenico Tedesco. Dit dienstverband was geen lang leven beschoren, aangezien hij na drie wedstrijden ontslagen werd vanwege tegenvallende resultaten. Hierop zat Letsch een halfjaar zonder werkgever, waarna Austria Wien hem aanstelde voor de rest van het seizoen, als opvolger van de ontslagen Thorsten Fink. Zijn contract werd hierna voor nog een jaar verlengd, maar in maart 2019 werd ook Letsch ontslagen.
In mei 2020 werd de Duitser genoemd als mogelijke trainer van Vitesse. Deze club had zijn landgenoot Johannes Spors aangesteld als technisch directeur en hierop viel zijn naam geregeld in de media als opvolger van interim-trainer Edward Sturing. Een week later werd Letsch ook daadwerkelijk gepresenteerd, nadat hij zijn handtekening had gezet onder een verbintenis voor de duur van twee seizoenen. In april 2021 verlengde hij zijn contract bij Vitesse tot medio 2023. Aan het einde van zijn eerste seizoen eindigde de club op de vierde plek in de Eredivisie, waarmee de doelstelling, het behalen van de (voorrondes) van de UEFA Europa Conference League, werd behaald. Ook bereikte Vitesse de finale van de KNVB Beker, waarin Ajax won met 1–2. Na het het seizoen werd Letsch genomineerd voor de Rinus Michels Award. Ajax-coach Erik ten Hag ging er uiteindelijk met de prijs vandoor. In het seizoen 2021/22 wist Vitesse zich te plaatsen voor de groepsfase van de Conference League, door in twee voorrondes te winnen van Dundalk en Anderlecht. Hierin overleefde Vitesse door achter Stade Rennais tweede te worden, voor Tottenham Hotspur en NŠ Mura, met tien punten uit zes wedstrijden. Na de winterstop werd Rapid Wien uitgeschakeld, waarna AS Roma in de achtste finales te sterk was. In zijn tweede seizoen leidde hij Vitesse naar de zesde plaats, waarop de finale van de play-offs om Europees voetbal werd verloren van AZ (3–7 over twee wedstrijden).
In september 2022 werd Letsch aangesteld door VfL Bochum, op dat moment hekkensluiter in de Bundesliga. Onder leiding van Letsch werkte de club zich langzaam maar gedecideerd op. De uiteindelijke handhaving werd verwezenlijkt op de slotdag van de competitie na een 3-0 zege op Bayer Leverkusen. Zijn contract werd na iets meer dan een jaar verlengd tot juni 2026. In april 2024 werd hij echter ontslagen. Aan het einde van dat jaar werd Letsch door zijn oude werkgever Red Bull Salzburg aangesteld als opvolger van de ontslagen Pepijn Lijnders.